# Prajavani
Prajavani is een Indiase, Kannada-talige krant die uitkomt in de deelstaat Karnataka. De broadsheet-krant is na The Hindu de tweede grootste krant in de staat en tevens is het hier de grootste Kannada-krant. De krant, opgericht in 1948, wordt uitgegeven door The Printers Pvt. Ltd., die ook de Deccan Herald in handen heeft.